# Solen aldridgei
Solen aldridgei is een tweekleppigensoort uit de familie van de Solenidae. De wetenschappelijke naam van de soort is voor het eerst geldig gepubliceerd in 1969 door Nowell-Usticke.